# Hylaeus simulans
Hylaeus simulans är en biart som beskrevs av Cockerell 1942. Hylaeus simulans ingår i släktet citronbin, och familjen korttungebin. Inga underarter finns listade i Catalogue of Life.